# Sprachen der Türkei

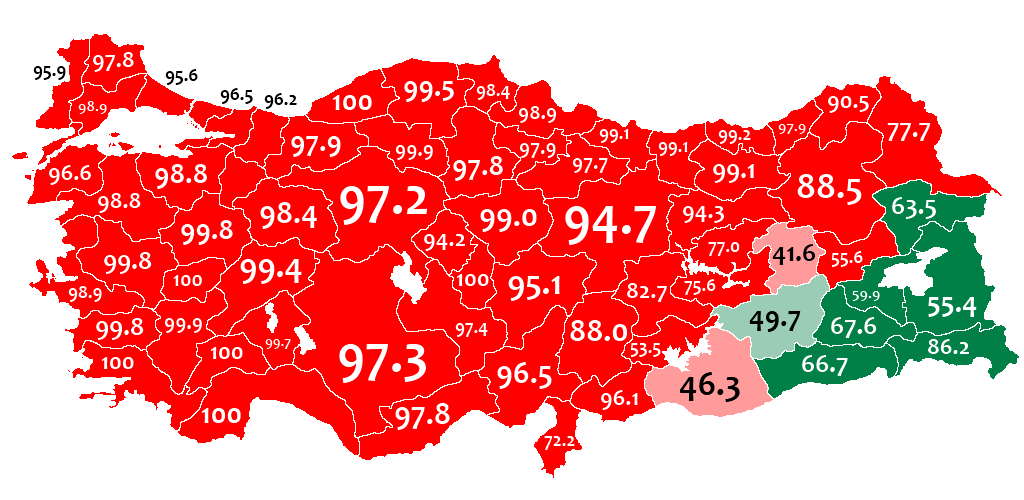
Anteil der türkischen (rot) oder kurdischen (grün) Muttersprachler nach Provinz (in Prozent, Zensus 1965)

Auf dem Gebiet der heutigen Türkei wurden und werden in Geschichte und Gegenwart insgesamt etwa 50 Sprachen aus sechs verschiedenen Sprachfamilien und eine isolierte Sprache (Hattisch) gesprochen. Rund die Hälfte dieser Sprachen ist inzwischen ausgestorben, aber durch Inschriften oder historische Texte überliefert. Heute existieren in der Türkei über 20 Sprachen und Ethnien mit zusammen rund 75 Millionen Sprechern. Dies zeigt, dass sowohl der heutige türkische Staat als auch das Territorium der Türkei in allen Phasen der Geschichte von einer großen ethnischen und linguistischen Vielfalt geprägt war und ist.
Jüngeren Datums sind Zuwanderungen von kleineren Flüchtlingsgruppen aus Zentralasien oder dem Kaukasus, die Turksprachen oder kaukasische Sprachen sprechen. Diese Sprachen und auch die Sprachen von Ausländerkolonien (zum Beispiel Deutsch, Französisch, Englisch) werden üblicherweise nicht zu den „Sprachen der Türkei“ hinzugerechnet, da unter diesem Begriff die Sprachen der längerfristig residenten Ethnien erfasst werden.
Nach dem Vertrag von Lausanne sind die offiziell anerkannten Minderheitensprachen Armenisch, Griechisch und Hebräisch.

## Übersicht

### Die großen lebenden Sprachen
Die National- und Amtssprache der Türkei ist die Turksprache Türkisch, die in der Türkei von über 80 % der Bevölkerung als Muttersprache und von weiteren 10 % – 15 % als Zweitsprache gesprochen wird. Damit ist das Türkische die mit Abstand wichtigste Sprache in der heutigen Türkei.
Darüber hinaus gibt es etwa 25 Sprachen aus insgesamt fünf verschiedenen Sprachfamilien, die heute von nicht-türkischen in der Türkei längerfristig ansässigen Ethnien und Minderheiten gesprochen werden. In diesem Sinne ist die Türkei ein multiethnischer Staat. Die bedeutendsten dieser Sprachen sind (nach der Anzahl ihrer Muttersprachler)
- Kurmandschi oder Nordkurdisch mit etwa 10 Mio. Sprechern (indogermanische Sprache des iranischen Zweigs)
- Zazaisch mit 1,2 – 2 Mio. Sprechern (indogermanische Sprache des iranischen Zweigs)
- Arabisch (Syro-mesopotamisches Arabisch) mit etwa 1 Mio. Sprechern (afroasiatische Sprache des semitischen Zweigs)
- Aserbaidschanisch mit 550.000 Sprechern in der Türkei (Turksprache des oghusischen Zweigs)
- Kabardinisch oder Ost-Tscherkessisch mit 550.000 Sprechern in der Türkei (nordwestkaukasische Sprache)
- Bulgarisch oder Pomakisch mit 300.000 Sprechern (indogermanische Sprache des slawischen Zweigs)
- Adygeisch oder West-Tscherkessisch mit knapp 300.000 Sprechern (nordwestkaukasische Sprache)

### Verlust des Armenischen, Griechischen und Aramäischen
Bis 1915 gab es in der Türkei fast zwei Millionen Armenier mit der Muttersprache Armenisch. Ihre Zahl ist durch den Genozid von 1915–17 und die anschließenden Vertreibungen auf etwa 40.000 zurückgegangen. Griechisch wurde um 1900 noch von 1,5 Millionen Sprechern in der Türkei gesprochen, davon sind heute noch 4.000 Sprecher in Istanbul übriggeblieben. Von den einst verbreiteten aramäischen Sprachen – den Varietäten der aramäischen Christen – ist heute außer dem Turoyo (3.000 Sprecher) nur noch die kleine Hertevin-Sprache (1.000 Sprecher) in der Türkei vertreten. Die früheren aramäischen Sprachformen Nestorianisch-Neuaramäisch („Assyrisch“), Chaldäisch-Neuaramäisch (Kaldoyo) und Jüdisch-Neuaramäisch (Lishana Deni) werden heute in der Türkei nicht mehr gesprochen. Seit dem 6. Oktober 1997 besteht in der Türkei ein offizielles Unterrichtsverbot für Aramäisch.

### Weitere Minderheitensprachen
Andere Minderheitensprachen sind die indogermanischen Sprachen Albanisch (15.000 Sprecher in der Türkei), Romani (25.000) und Domari (30.000) und die Romanische Sprache Ladino (11.000). Zur kartwelischen Gruppe der kaukasischen Sprachen gehören in der Türkei Georgisch (40.000 Sprecher) und Lasisch (30.000). Außer den schon erwähnten Sprachen Kabardinisch und Adygeisch werden die westkaukasischen Sprachen Abchasisch (5.000) und Abasinisch (10.000) in der Türkei gesprochen.

### Sprachen von Flüchtlingsgruppen
Durch aktuelle Flüchtlingsbewegungen gibt es über die genannten Landessprachen hinaus heute kleinere Gruppen von Sprechern der Turksprachen Turkmenisch, Kasachisch, Kirgisisch, Usbekisch und Uigurisch; außerdem einige Hundert Sprecher der kaukasischen Sprachen Lakisch, Lesgisch und Darginisch. Die Tschetschenen bilden mit 1.000 Personen das größte Kontingent der Flüchtlinge aus dem Kaukasus. Da es sich hierbei um Flüchtlingsgruppen handelt, werden diese Sprachen in der Regel nicht zu den „Sprachen der Türkei“ gezählt.

### Historische Sprachen auf dem Gebiet der Türkei
Auf dem Staatsgebiet der heutigen Türkei wurden im Laufe der fast viertausendjährigen Geschichte viele bedeutende Sprachen gesprochen, die heute ausgestorben sind. Zu den wichtigsten zählen Hattisch, Hethitisch, Luwisch, Lykisch, Lydisch, Phrygisch, Akkadisch (in der Form des Assyrischen), Urartäisch, Altgriechisch, Byzantinisch, Altarmenisch, Lateinisch und das klassische Syrisch, die Religionssprache der aramäischen Christen.

## Genetische Klassifikation

### Die Sprachfamilien
Die aktuellen und historischen Sprachen der Türkei lassen sich in sechs Sprachfamilien und eine isolierte Sprache gruppieren:
- Hattisch (isolierte Sprache)
- Hurritisch und Urartäisch
- Indogermanische Sprachen
- Afroasiatische Sprachen
- Kartwelische Sprachen
- Nordwestkaukasische Sprachen
- Turksprachen

Nach der Zahl der Sprecher sind die Turksprachen – vor allem vertreten durch das Türkische – heute mit Abstand am bedeutendsten. Hattisch, Urartäisch und Hurritisch, viele indogermanische Sprachen und die meisten afroasiatischen Sprachen sind inzwischen ausgestorben. Dennoch besitzt die Türkei auch heute noch eine beachtliche linguistische und ethnische Vielfalt.

### Hattisch
Das Hattische (von den Hethitern hattili genannt) war die Sprache der anatolischen Urbevölkerung, der Hattier, die die im frühen 2. Jahrtausend v. Chr. neu eingewanderten Hethiter in Anatolien vorfanden. Sie ist die älteste durch Texte belegte Sprache Anatoliens, allerdings ist so wenig erhalten geblieben, dass eine umfassende grammatische Beschreibung nicht möglich ist. Auch der erhaltene Wortschatz ist wenig umfangreich. Schriftlich fixiert wurde diese Sprache nicht durch die Hattier selbst, sondern durch die Hethiter, von deren indogermanischen Sprache sich das Hattische in Struktur und Wortschatz völlig unterschied. Das Verbreitungsgebiet des Hattischen umfasste vor dem Eindringen der indogermanischen Hethiter, Palaer und Luwier ganz Zentral- und Nordanatolien bis zur Schwarzmeerküste und Teile Kappadokiens. Hattisch ist um 1500 v. Chr. als gesprochene Sprache ausgestorben, hatte aber als Kultsprache im Hethitischen Reich weiterhin große Bedeutung.
Das Hattische weist nicht nur zum Hethitischen keine verwandtschaftliche Beziehung auf, sondern auch zu keiner der anderen bekannten Sprachen in Altanatolien und in den benachbarten Gebieten. Nach heutigem Kenntnisstand muss das Hattische als isolierte Sprache angesehen werden. Versuche, es mit den westkaukasischen Sprachen in Beziehung zu setzen, sind nicht weiter verfolgt worden.

### Hurritisch und Urartäisch
Hurritisch und Urartäisch sind ausgestorbene vorderasiatische Sprachen, die zwar miteinander, aber nach heutiger Kenntnis mit keiner anderen Sprache verwandt sind. Hurritisch ist die Sprache des Mitanni-Reichs der Hurriter im 12. Jahrhundert v. Chr., das sich im nördlichen Irak, Syrien und der Osttürkei erstreckte und damit etwa dieselbe Ausdehnung besaß wie das heutige Kurdengebiet (das ist kein Hinweis auf eine sprachliche Verwandtschaft). Das Urartäische Reich (9. bis 6. Jahrhundert v. Chr.) hatte sein Zentrum am osttürkischen Van-See und erstreckte sich über die ganze östliche Türkei und das heutige Armenien. Im Laufe des ersten vorchristlichen Jahrtausends wanderten die indogermanischen Armenier in die Gebiete des Urartäischen Reiches ein. Hurritisch und Urartäisch wurden mit aus der mesopotamischen Keilschrift abgeleiteten Schriftformen geschrieben.
- Hurro-Urartäisch
  - Hurritisch †
  - Urartäisch †

Das jüngere Urartäisch stammt nicht direkt vom Hurritischen ab, sondern beide gehen auf eine gemeinsame noch ältere unbekannte Vorgängersprache zurück. Vielleicht besteht auch eine Verwandtschaft zu den nordostkaukasischen Sprachen, wie von einigen Forschern vermutet wird.

### Indogermanische Sprachen der Türkei
Fast alle Zweige des Indogermanischen waren oder sind auf dem Territorium der heutigen Türkei vertreten, eine Ausnahme bilden nur – von Ausländerkolonien abgesehen – Germanisch und Baltisch. Eine der ältesten nachweisbaren Sprachen in Anatolien ist – neben dem Hattischen und Akkadischen – das indogermanische Hethitische, die Sprache des Hethitischen Großreichs aus dem zweiten vorchristlichen Jahrtausend mit der Hauptstadt Ḫattuša. Damit nah verwandt sind die luwischen Sprachen, aber auch das Lydische und Lykische. Diese Sprachen bilden mit anderen den anatolischen Zweig des Indogermanischen. Weitere ausgestorbene indogermanische Sprachen auf dem Gebiet der Türkei sind Phrygisch und das nur sehr schwach belegte Thrakische (in der europäischen Türkei).
In der Phase des Achämenidischen Großreichs (550–330 v. Chr.) gehörten weite Teile Anatoliens zum Perserreich. Altpersisch war damals neben dem Aramäischen Verwaltungssprache auch in Anatolien. Inwieweit die Bevölkerung diese Sprache angenommen hat, ist nicht bekannt.
Im Osten war Armenisch seit der Mitte des ersten vorchristlichen Jahrtausends verbreitet, erst durch den Genozid von 1915–17 wurden die Armenier auf wenige Tausend Personen reduziert. An West- und Schwarzmeerküste wurde Griechisch seit dem 8. Jahrhundert v. Chr. gesprochen; seit hellenistischer Zeit hatte es sich im größten Teil Anatoliens als allgemeine Umgangssprache durchgesetzt. Seine heutige Form erreichte es im Wesentlichen im 8. Jh.n.Chr. Zwischen dem 11. und 14. Jh. wurde Griechisch als verbreitetste Umgangssprache durch Türkisch ersetzt. Auch danach blieb Griechisch allerdings Umgangssprache größerer Teile der Bevölkerung. Um 1900 lebten noch ungefähr 1,5 Millionen Griechischsprecher in der Türkei, erst 1922 wurden sie fast vollständig vertrieben.
In der Phase ihrer größten Ausdehnung siedelten auch die Kelten um Christi Geburt in Zentralanatolien, dort nannten sie sich Galater und sprachen die Galatische Sprache. Mit dem Aufstieg des römischen Reiches und seiner Ausdehnung nach Anatolien und in den Orient wurde Lateinisch zur Offizialsprache auf dem Gebiet der Türkei. Jüdische Flüchtlinge brachten nach der Vertreibung der Juden aus Spanien 1492 das romanische Ladino mit, das heute noch von 8.000 Juden vor allem in Istanbul gesprochen wird.
Albanisch ist vor allem in einigen Gebieten der europäischen Türkei vertreten, genauso wie einige slawische Sprachen, vor allem Bulgarisch und Bosnisch, Reste von Bevölkerungsgruppen, die im Osmanischen Reich durch den gesamten Balkan wanderten.
Die größte ethnische und linguistische Gruppe nach den Türken stellen die Kurden dar, Kurmandschi (Nordkurdisch) wird als Muttersprache von rund 10 Mio. Kurden in der Türkei gesprochen. Dieses gehört – wie auch das eigenständige Zazaisch – zu den iranischen Sprachen, genauer zur Nordwestgruppe des Iranischen. Auch die sog. Zigeunersprachen Romani und Domari, die zur Untergruppe des Indoarischen gehören, sind in der Türkei verbreitet.
Es ergibt sich folgende Klassifikation indogermanischer Sprachen auf dem Territorium der Türkei:
- Indogermanisch in der Türkei
  - Anatolisch
    - Hethitisch †
    - Palaisch †, Lydisch †, Luwisch † (Keilschrift-Luwisch, Hieroglyphen-Luwisch)
    - Lykisch † (Lykisch A, Lykisch B = Milyisch), Karisch †, Pisidisch †, Sidetisch † (schwach belegt, Zuordnung unsicher)

  - Phrygisch: Phrygisch †
  - Thrakisch: Thrakisch †
  - Makedonisch: Makedonisch †
  - Griechisch: Altgriechisch †, Byzantinisch †, (Neu-)Griechisch (4.000 Sprecher in der Türkei)
  - Armenisch: Altarmenisch †, Armenisch (40.000 in der Türkei)
  - Keltisch: Galatisch †
  - Italisch: Lateinisch †, Ladino (Sefardi, Judenspanisch) (8.000)
  - Albanisch: Albanisch (Toskischer Dialekt) (15.000)
  - Slawisch: Bulgarisch (Pomakisch) (300.000), Bosnisch (20.000)
  - Indoiranisch
    - Iranisch
      - Westiranisch
        - Nordwestiranisch: Kurmandschi (10 Mio.), Zazaisch (1,2 – 2 Mio.) (Dimli und Kirmanjiki)
        - Südwestiranisch: Altpersisch †, Persisch (100.000)

      - Ostiranisch: Ossetisch (kleinere Gruppen in der Türkei, Gesamtzahl unbekannt)

    - Indoarisch: Romani (Gajala, Arlija) (25.000), Domari (30.000)

Die Sprecherzahlen beziehen sich auf die Sprecher in der Türkei.

### Afroasiatische Sprachen in der Türkei
Aus der großen afroasiatischen Sprachfamilie, die die semitischen, kuschitischen, omotischen und berberischen Sprachen und das alte Ägyptische (mit dem Koptischen) umfasst – sind in der Türkei nur semitische Sprachen vertreten. Als erste belegte Sprache überhaupt ist das Akkadische in der Form des Assyrischen bereits im frühen 2. Jahrtausend vor Chr. Verkehrssprache in den assyrischen Handelsstützpunkten in Zentral- und Ostanatolien.
Seit der Mitte des 1. vorchristlichen Jahrtausend breitete sich das Aramäische – damals die Verkehrssprache des gesamten Vorderen Orients – auch im Südosten der heutigen Türkei aus. Aramäisch ist noch heute in der Form des klassischen Syrischen als Kirchensprache der aramäischen Christen und in einigen neuaramäischen Varietäten vertreten (Turoyo, Hertevin). In der Türkei ausgestorben sind hingegen die neuostaramäischen Sprachen der nestorianischen („Assyrisch“) und chaldäischen Christen (Kaldoyo), sowie das jüdisch-neuaramäische Lishana Deni.
Die zahlenmäßig mit Abstand bedeutendste semitische Sprache ist das Arabische, das in seiner syro-mesopotamischen Variante mit der Ausbreitung des Islam im Südosten der Türkei Fuß fasste und dort heute von etwa einer Million Menschen gesprochen wird. Die semitischen Sprachen in der Türkei werden wie folgt klassifiziert:
- Afroasiatisch in der Türkei
  - Semitisch
    - Nordsemitisch
      - Akkadisch (Dialektform Assyrisch) †

    - Zentralsemitisch
      - Aramäisch
        - Alt- und klass. Aramäisch
          - Reichsaramäisch †
          - Klassisches Syrisch („Syriakisch“) † (Kirchensprache der aramäischen Christen)

        - Neuaramäisch
          - Neuostaramäisch
            - Nordwest: Turoyo (3.000 Sprecher in der Türkei, insgesamt 50.000)
            - Nordost
              - Hertevin (1.000)
              - Nestorianisch-Neuaramäisch („Assyrisch“, Aisor) (in der Türkei †, sonst 100.000)
              - Chaldäisch-Neuaramäisch (Kaldoyo) (in der Türkei †, sonst 150.000)
              - Jüdisch-Neuaramäisch (Lishana Deni) (in der Türkei †, in Israel noch 8.000)

      - Arabisch
        - Klassisches Arabisch (Sprache des Koran) †
        - Arabisch (etwa 1 bis 1,5 Mio. in der Türkei; Varietäten: syro-mesopotamisches und nordlevantinisches Arabisch)

### Kartwelische Sprachen in der Türkei
Die mit Abstand bedeutendste südkaukasische oder kartwelische Sprache ist das Georgische, das heute etwa vier Millionen Sprecher hat und die National- und Amtssprache des Nachbarstaates Georgien ist. Bereits im Altertum, dann aber auch im frühen Mittelalter gab es georgische Fürstentümer und Kleinstaaten in der heutigen nordöstlichen Türkei. Noch etwa 40.000 Bürger der Türkei sprechen heute Georgisch. Das dem Georgischen nah verwandte Lasisch wird in den an Georgien angrenzenden Schwarzmeerküstengebieten und im benachbarten Bergland von etwa 30.000 Menschen gesprochen, die Mehrheit der Lasen lebt heute in der Türkei. Sie verwenden für das Lasische die türkische Variante der Lateinschrift.
- Kartwelisch (Südkaukasisch) in der Türkei
  - Georgisch-Sanisch
    - Georgisch (40.000 in der Türkei, insgesamt 4 Mio.)
    - Lasisch (30.000 in der Türkei, insgesamt 35–40.000)

Zum Kartwelischen gehören außerdem noch Swanisch und Mingrelisch, die beide nur in Georgien gesprochen werden.

### Nordkaukasische Sprachen in der Türkei
In der Phase des Osmanischen Reiches sind auch mehrere Gruppen ins Territorium der heutigen Türkei umgesiedelt, die nordwestkaukasische Sprachen sprechen. Die bedeutendste Gruppe bilden die Tscherkessen, die man sprachlich in osttscherkessisch (Kabardinisch) und westtscherkessisch (Adygeisch) einteilt. Eine dritte Sprache dieser Gruppe ist inzwischen ausgestorben: 1992 starb der letzte Sprecher des Ubychischen in der Türkei. Ebenfalls zum Nordwestkaukasischen gehören Abchasisch und Abasinisch, die von kleinen Ethnien auch in der Türkei gesprochen werden. Es ergibt sich für die nordwestkaukasischen Sprachen folgende Klassifikation:
- Nordwestkaukasisch in der Türkei
  - Adygeisch
    - Kabardinisch (Osttscherkessisch) (550.000 Sprecher in der Türkei, insgesamt 1 Mio.)
    - Adygeisch (Westtscherkessisch) (275.000 in der Türkei, insgesamt 500.000)
    - Ubychisch †

  - Abchaso-Abasinisch
    - Abchasisch (4.000 in der Türkei, insgesamt 100.000)
    - Abasinisch (Abasa) (10.000 in der Türkei, insgesamt 50.000)

Jüngeren Datums sind Zuwanderungen von kleineren Flüchtlingsgruppen aus dem nordöstlichen Kaukasus, die die nordostkaukasischen Sprachen Tschetschenisch, Inguschisch, Lakisch, Darginisch, Awarisch und Lesgisch sprechen. Diese Sprachen – sie sind nach heutiger Mehrheitsmeinung nicht mit den nordwestkaukasischen genetisch verwandt – werden wegen des Flüchtlingsstatus ihrer Sprecher üblicherweise nicht zu den „Sprachen der Türkei“ hinzugerechnet, da hierbei primär die residenten Ethnien erfasst werden.

### Turksprachen in der Türkei
Die türkische Besiedlung Anatoliens begann mit dem Eindringen der Seldschuken im 11. Jahrhundert n. Chr. Die ursprüngliche Heimat der Türken lag in Zentralasien. Die Seldschuken schlugen die byzantinische Armee und ihre Verbündeten in der Schlacht von Mantzikert (nördlich des Van-Sees) im Jahre 1071 vernichtend. 1077 wurde das Sultanat Rum gegründet, daraufhin eroberten die Türken große Gebiete Ost- und Mittelanatoliens. Nach dem durch die Mongolen verursachten Zerfall des Rum-Sultanats begründete Osman I. (* 1259; † 1326) um 1300 das nach ihm benannte Osmanische Reich und die Dynastie der Osmanen. Nach der Einnahme von Konstantinopel im Jahre 1453 weiteten die Osmanen ihre Herrschaft über große Teile des Nahen Ostens, Nordafrikas, der Krim, des Kaukasus und des Balkans aus.
Damit hatte auch die türkische Sprache ihren Siegeszug in Anatolien und in anderen Teilen des Osmanischen Reichs angetreten und die bisherigen Sprachen stark zurückgedrängt, ein Prozess, der bis heute andauert. Türkisch ist heute die National-, Amts-, Kultur- und Mediensprache der Türkei und wird von 85 % der Bevölkerung (etwa 60 Mio.) als Muttersprache gesprochen, weitere 10 % beherrschen sie als Zweitsprache. Wie das Türkische gehören auch das Gagausische in der europäischen Türkei (nur wenige Sprecher) und das Aserbaidschanische in Ostanatolien zum oghusischen Zweig der Turksprachen. (Manche Turkologen identifizieren „Balkan-Türkisch“ mit „Gagausisch“, was zu wesentlich höheren Sprecherzahlen für das Gagausische führt, für die Türkei etwa 300.000, vgl. Ethnologue.) Das kiptschakische Krimtatarische wird in einigen Dörfern im Polatlı-Distrikt der Ankara-Provinz gesprochen, die Zahl der Sprecher ist unbekannt, ebenso die des in einigen Dörfern verbreiteten Kumykischen.
- Turksprachen in der Türkei
  - Oghusisch
    - Türkisch (60 Mio. Muttersprachler in der Türkei, weitere 7–10 Mio. Zweitsprecher; Nationalsprache)
    - Aserbaidschanisch (550.000 in der Türkei, insgesamt 30 Mio. in Aserbaidschan und Iran)
    - Gagausisch (wenige Sprecher in der Türkei, insgesamt 200.000 in Moldawien und den Balkanstaaten)

  - Kiptschakisch
    - Krimtatarisch (einige Dörfer, Sprecherzahl in der Türkei unbekannt)
    - Kumykisch (einige Dörfer, Sprecherzahl in der Türkei unbekannt)

Kleinere turksprachige Flüchtlingsgruppen aus Zentralasien haben sich in den letzten Jahren in der Türkei angesiedelt, sie übersteigen selten die Zahl von tausend Personen. Ihre Sprachen werden wegen ihres Flüchtlingsstatus allgemein nicht als „Sprachen der Türkei“ gezählt. Zu den Sprachen dieser Flüchtlinge gehören Turkmenisch, Kasachisch, Kirgisisch, Usbekisch und Uigurisch.

### Allgemeines
- Raymond G. Gordon: Ethnologue. Languages of the World. 15. Auflage. Summer Institut of Linguistics, Dallas 2005.
(Zitiert als Ethnologue 2005)
- Harald Haarmann: Sprachenalmanach. Campus, Frankfurt / New York 2002. (Basiert im Wesentlichen auf Ethnologue, allerdings auf einer älteren Auflage. Die Sprecherzahlen sind deswegen veraltet)
- Harald Haarmann: Lexikon der untergegangenen Sprachen. Beck, München 2002. (Populäre Übersicht)

### Nationalitäten der Türkei
- Wolf-Dieter Hütteroth, Volker Höhfeld: Türkei. Geographie, Geschichte, Wirtschaft, Politik. Wissenschaftliche Buchgesellschaft, Darmstadt 2002. (Abschnitt Nation und Nationalitäten)

### Sprachen des Alten Orients
- Michael P. Streck (Hrsg.): Die Sprachen des Alten Orients. Wissenschaftliche Buchgesellschaft, Darmstadt 2005.
(Darin Kapitel über: Hethitisch, Akkadisch, Hattisch, Hurritisch und Urartäisch)
- Roger D. Woodard (Hrsg.): The Cambridge Encyclopedia of the World's Ancient Languages. Cambridge University Press 2004.
(Darin Kapitel über: Hurritisch, Urartäisch, Akkadisch, Aramäisch, Hethitisch, Luwisch, Palaisch, Lykisch, Lydisch, Karisch, Altpersisch, Phrygisch, Altarmenisch und Altgeorgisch)

### Indogermanische Sprachen
- Anna Giacalone Ramat, Paolo Ramat: The Indo-European Languages. Routledge, London/ New York 1998.
- Philip Baldi: An Introduction to the Indo-European Languages. Southern Illinois University Press, 1983.
- Robert S. P. Beekes: Comparative Indo-European Linguistics. John Benjamin, Amsterdam - Philadelphia 1995.
- Colin Renfrew: Archaeology and Language. The Puzzle of Indo-European Origins. Cambridge University Press, 1987.
- J. P. Mallory: In Search of the Indo-Europeans. Thames and Hudson, London 1989.

### Afroasiatische Sprachen
- C. T. Hodge: Afroasiatic. A Survey. Mouton, Den Haag/ Paris 1971.
- Christopher Ehret: Reconstructing Proto-Afroasiatic. University of California Press, 1995.
- Robert Hetzron: The Semitic Languages. Routledge, London 1997.
(Vor allem die Kapitel: Akkadian, Aramaic, Classical Arabic, The Neo-Aramaic Languages)
- Michael Waltisberg: Syntax des Ṭuroyo (= Semitica Viva 55). Harrassowitz, Wiesbaden 2016, ISBN 978-3-447-10731-0.

### Kaukasische Sprachen
- Georgij A. Klimov: Einführung in die kaukasische Sprachwissenschaft. Buske, Hamburg 1994.
- George B. Hewitt: The Indigenous Languages of the Caucasus. Caravan Books, Delmar/ New York 1989.
(Darin: Abchasisch, Abasinisch, Adyghe, Kabardinisch und Ubychisch)
- Marcello Cherchi: Georgian. Lincom Europa, München 1999.

### Turksprachen
- Lars Johanson, Eva Agnes Csato (Hrsg.): The Turkic Languages. Routledge, London/ New York 1998.